# María Natividad Sánchez de Stapf
María Natividad Sánchez de Stapf ( 1970 ) es una botánica, y profesora panameña. Fue asistente de investigación en el "Instituto de Investigaciones Tropicales Smithsoniano", en Balboa. Trabajó en la Organización de las Naciones Unidas para la Alimentación y la Agricultura (FAO) como Consultora Botánica del Inventario Nacional Forestal y de Carbono, dentro del marco del Programa conjunto de las Naciones Unidas para la reducción de emisiones provenientes de deforestación y de degradación de los bosques en Panamá (ONU-REDD). Desde 2010 es profesora del Departamento de Botánica de la Universidad de Panamá y en 2017 fue nombrada directora del Herbario de la Universidad de Panamá (PMA).
En 1991, obtuvo un B.A. en Biología, en la Universidad de Panamá, con Identificación de las Bacillariophyceae presentes en estanques de cultivos del camarón Macrobrachium rosenbergii de Man; en 2001, el M.A. en Biología, en la Universidad Católica Santa María La Antigua, de Panamá, con la tesis: Estudio sobre la ecología y morfología funcional de Capparis antonensis Woodson (Capparaceae); y en 2003, el Ph.D. en Botánica, por la Universidad Estadual de Feira de Santana, Brasil, realizando la defensa de su tesis: Avaliação da classificação infragenérica do gênero Cordia L. e revisão taxonômica de Cordia subgen. Myxa Taroda para o Brasil.

## Algunas publicaciones
- maría n.s. de Stapf, neusa taroda Ranga, tânia reginados santos Silva. 2010a. A New Species of Cordia (Cordiaceae, Boraginales) from Brazil. Novon: A J. for Botanical Nomenclature 20 (2): 212-214 resumen en línea
- -----------------------------. 20120b. Nomenclatural notes on Varronia (Boraginaceae s.l.) in Brazil (Notas nomenclaturales sobre Varronia (Boraginaceae s.l.) en Brasil). Rodriguésia 61 (1): 133-135 en línea
- -----------------------------, a. Soler, e. Herrera. 1991. Diatomeas Dulceacuícolas en Estanques de Cultivo Piscícolas. Scientia 6 ( 2): 55-105